# Idol 2004
Idol 2004 var ett nytt TV-program på TV4 under 2004 med ungefär samma koncept som i Fame Factory och Popstars. Programmet gick ut på att hitta en ny popstjärna som kom från ingenstans. Peter Swartling, Kishti Tomita, Daniel Breitholtz och Claes af Geijerstam utgjorde tillsammans juryn i denna den första säsongen av programmet. Programledare var David Hellenius och Peter Magnusson. Det första programmet sändes den 2 september 2004 och sågs av 850 000 TV-tittare (enligt MMS). Programavsnittet handlade bland annat om uttagningarna i Malmö samt hur programformatet mottagits i övriga världen. Tävlingen vanns slutligen av Daniel Lindström från Umeå.

## Tävlingen
TV-sändningarna inleddes med en "auditionturné" som spelats in under sommaren där juryn fått välja ut 100 som skulle gå till "slutaudition" i Stockholm. Där minskades antalet deltagare ytterligare. Den slutliga uttagningen inför fredagstävlingarna genomfördes genom direktsändningar under en vecka där sex deltagare åt gången fick sjunga en låt var. De som ringde in till programmet röstade fram två deltagare som gick vidare, vilket resulterade i tio slutliga "finalister". Juryn fick även välja ut ett "wild card" bland de uttagna som också skulle gå vidare till finalen.
De följande programmen bestod i direktsända tävlingar som sändes kl 20:00 på fredagar i TV4. Deltagarna fick sjunga en låt var (från den 12 november två låtar var) följt av recensioner från juryn. Under programmet och efter det kunde tittarna ringa in och rösta. Röstningsresultaten presenterades samma kväll där den som fått minst röster åkte ut. Den 26 november hölls finalen, där det stod mellan två deltagare som fick sjunga tre låtar var; en som de valt själva, en som tittarna valde och slutligen vinnarlåten. 

### Auditions
För att hitta Sveriges nya popstjärna hölls fem auditions runt om i landet:
- 4-6 juni - Umeå
- 10-13 juni - Malmö
- 17-20 juni - Göteborg
- 28-30 juni - Karlstad
- 2-5 juli - Stockholm

## Kvalveckan
Från slutaudition i Stockholm tog sig 40 artister sig vidare till kvalveckan. När kvalveckan var slut hade tittarna röstat fram 10 stycken artister till veckofinalerna. Juryn fick dock välja den 11:e deltagaren av artisterna som placerat sig på tredje- och fjärdeplatserna i kvalfinalerna.

### Kvalprogram 1
Sändes den 13 september.
1. Diana Tillström - Run Baby Run
2. Mikael Landby - If You're Not The One
3. Ninos Yakoub - Here Without You (13%)
4. Angelique Nordvall - Paradise
5. Geraldo Sandell - Flying Without Wings (28%)
6. Cornelia Dahlgren - New World (34%)
7. Nina Svensson - For Once In My Life
8. Sibel Redzep - Vision Of Love (12%)

### Kvalprogram 2
Sändes den 14 september.
1. Kerima Holm - Falling
2. Simon Norrsveden - Big Sur (3%)
3. Alex Falk - What's Going On (6%)
4. Sara Holmström - I Wanna Dance With Somebody
5. Elisabeth Dittrich - Lost Without You
6. Darin Zanyar - Beautiful (78%)
7. Liza Gustafsson - Impossible
8. Emelie Carsten - Hero (5%)

### Kvalprogram 3
Sändes den 15 september.
1. Mikael Kärnberg - I Swear
2. Linda Kjellén - A Thousand Miles
3. Johan Thulin - I Can't Make You Love Me
4. Stina Joelsson - Greatest Love Of All (31%)
5. Emma Christensen - Proud Mary
6. Nathalie Schmeikal - A Song For Mama (20%)
7. Sam Hagberth - When A Man Loves A Woman (10%)
8. Lorén Talhaoui - Love Is On The Way (17%)

### Kvalprogram 4
Sändes den 16 september.
1. Sanna Lund - Hand In My Pocket (9%)
2. Paul Lötberg - Bridge Over Troubled Water (44%)
3. Matilda Adolfsson - Heaven
4. Viktor Andersson - Kiss From A Rose
5. Linus Bornlöf - Home
6. Maria Jonsson - How Am I Supposed To Live Without You
7. Linda Luspa - I Surrender (11%)
8. Fillip Williams - Over My Shoulder (12%)

### Kvalprogram 5
Sändes den 17 september.
1. Emelie Fjällström - Not That Kind (8%)
2. Ellinor Asp - Ain't No Sunshine When She's Gone
3. Sebastian Normark - Anytime
4. Lisa Modin - Natural Woman
5. Angel Hansson - Can't Take My Eyes Off Of You (13%)
6. Sara Falkevik - Your Song
7. Frida Karlsson - The Winner Takes It All (7%)
8. Daniel Lindström - Lately (58%)

### Wildcard
Bland de artister som placerat sig på tredje- och fjärdeplatserna i kvalfinalerna valde juryn ut ett s.k. "Wildcard". De valde Lorén Talhaoui.

## Veckofinalerna

### 24 september (Min Idol)
1. Alex Falk - Celebration (Kool & The Gang)
2. Cornelia Dahlgren - What It Feels Like For A Girl (Madonna)
3. Fillip Williams - This Love (Maroon 5)
4. Angel Hansson - Hello (Lionel Richie)
5. Nathalie Schemikal - Total Eclipse Of The Heart (Bonnie Tyler)
6. Paul Lötberg - She's So High (Tal Bachman)
7. Lorén Talhaoui - If I Ain't Got You (Alicia Keys)
8. Geraldo Sandell - I Believe I Can Fly (R. Kelly)
9. Stina Joelsson - Torn (Natalie Imbruglia)
10. Daniel Lindström - Fast Love (George Michael)
11. Darin Zanyar - It's Gonna Be Me (*NSYNC)

| Datum        | Minst tittarröster | Minst tittarröster | Minst tittarröster |
| 24 september | Fillip Williams    | Alex Falk          | Angel Hansson      |

Fotnot: Deltagaren Angel Hansson valde veckan efter första veckofinalen att hoppa av Idol, och gav då sin plats åt Fillip Williams som blev utröstad. 

### 1 oktober (List-ettor)
1. Paul Lötberg - Mmbop (Hanson)
2. Geraldo Sandell - Feel (Robbie Williams)
3. Stina Joelsson - If You Had My Love (Jennifer Lopez)
4. Alex Falk - Pride (in the name of love) (U2)
5. Darin Zanyar - Un-Break My Heart (Toni Braxton)
6. Cornelia Dahlgren - Don't Speak (No Doubt)
7. Daniel Lindström - Crazy (Seal)
8. Nathalie Schmeikal - Black Or White (Michael Jackson)
9. Fillip Williams - Hero (Enrique Iglesias)
10. Lorén Talhaoui - Just Like A Pill (Pink)

| Datum     | Minst tittarröster | Minst tittarröster | Minst tittarröster |
| 1 oktober | Alex Falk          | Geraldo Sandell    | Lorén Talhaoui     |

### 8 oktober (Soul)
1. Cornelia Dahlgren - Blame It On The Boogie (The Jackson 5)
2. Fillip Williams - My Girl (The Temptations)
3. Lorén Talhaoui - I Wish (Stevie Wonder)
4. Daniel Lindström - If You Don't Know Me By Now (Harold Melvin and the Blue Notes)
5. Paul Lötberg - The Way You Make Me Feel (Michael Jackson)
6. Geraldo Sandell - I Want You Back (The Jackson 5)
7. Stina Joelsson - Sexual Healing (Marvin Gaye)
8. Darin Zanyar - Stand By Me (Ben E. King)
9. Nathalie Schmeikal - Easy (The Commodores)

| Datum     | Minst tittarröster | Minst tittarröster | Minst tittarröster |
| 8 oktober | Cornelia Dahlgren  | Nathalie Schmeikal | Fillip Williams    |

### 15 oktober (Svenska hits)
1. Nathalie Schmeikal - Varje gång jag ser dig (Lisa Nilsson)
2. Darin Zanyar - När vi två blir en (Gyllene Tider)
3. Stina Joelsson - Ska vi gå hem till dig (Lasse Tennander, Magnus Uggla)
4. Lorén Talhaoui - Vill ha dig (Freestyle)
5. Paul Lötberg - Hos dig är jag underbar (Patrik Isaksson)
6. Fillip Williams - Under Ytan (Uno Svenningsson)
7. Geraldo Sandell - Du får göra som du vill (Patrik Isaksson)
8. Daniel Lindström - Sarah (Mauro Scocco)

| Datum      | Minst tittarröster | Minst tittarröster | Minst tittarröster |
| 15 oktober | Nathalie Schmeikal | Geraldo Sandell    | Fillip Williams    |

### 22 oktober (Max Martin)
1. Daniel Lindström - That's The Way It Is (Celine Dion)
2. Paul Lötberg - Quit Playing Games (Backstreet Boys)
3. Geraldo Sandell - As Long As You Love Me (Backstreet Boys)
4. Darin Zanyar - Show Me The Meaning Of Being Lonely (Backstreet Boys)
5. Lorén Talhaoui - Stronger (Britney Spears)
6. Fillip Williams - I Want It That Way (Backstreet Boys)
7. Stina Joelsson - Oops... I Did It Again (Britney Spears)

| Datum      | Minst tittarröster | Minst tittarröster | Minst tittarröster |
| 22 oktober | Paul Lötberg       | Geraldo Sandell    | Fillip Williams    |

### 29 oktober (Cocktail)
1. Darin Zanyar - When I Fall In Love (Nat King Cole)
2. Fillip Williams - Ain't That A Kick In The Head (Dean Martin)
3. Stina Joelsson - Fever (Peggy Lee)
4. Daniel Lindström - Fly Me To The Moon (Frank Sinatra)
5. Geraldo Sandell - Unforgettable (Nat King Cole)
6. Lorén Talhaoui - Where Do I Begin (Shirley Bassey)

| Datum      | Minst tittarröster | Minst tittarröster | Minst tittarröster |
| 29 oktober | Geraldo Sandell    | Stina Joelsson     | Darin Zanyar       |

### 5 november (Filmmusik)
1. Fillip Williams - Against All Odds (take a look at me now) (Phil Collins)
2. Lorén Talhaoui - (I've had) The Time Of My Life (Bill Medley & Jennifer Warner)
3. Stina Joelsson - Eye Of The Tiger (Survivor)
4. Darin Zanyar - I Don't Wanna Miss A Thing (Aerosmith)
5. Daniel Lindström - License To Kill (Gladys Knight)

| Datum      | Minst tittarröster | Minst tittarröster | Minst tittarröster |
| 5 november | Stina Joelsson     | Lorén Talhaoui     |                    |

### 12 november (Födelseår)
Omgång 1
1. Daniel Lindström (1978) - September (Earth, Wind & Fire)
2. Lorén Talhaoui (1983) - Every Breath You Take (The Police)
3. Fillip Williams (1984) - Purple Rain (Prince)
4. Darin Zanyar (1987) - Didn't We Almost Have It All (Whitney Houston)

Omgång 2
1. Daniel Lindström (1978) - Just The Way You Are (Billy Joel)
2. Lorén Talhaoui (1983) - Thriller (Michael Jackson)
3. Fillip Williams (1984) - Careless Whisper (George Michael)
4. Darin Zanyar (1987) - Bad (Michael Jackson)

| Datum       | Minst tittarröster | Minst tittarröster | Minst tittarröster |
| 12 november | Lorén Talhaoui     | Fillip Williams    |                    |

### 19 november (Juryns val)
Omgång 1
1. Darin Zanyar - Paradise City (Guns 'n' Roses)
2. Fillip Williams - Rock DJ (Robbie Williams)
3. Daniel Lindström - Lately (Stevie Wonder)

Omgång 2
1. Darin Zanyar - Show Me Heaven (Maria McKee)
2. Fillip Williams - Always On The Run (Lenny Kravitz)
3. Daniel Lindström - Glorious (Andreas Johnson)

| Datum       | Minst tittarröster | Minst tittarröster | Minst tittarröster |
| 19 november | Fillip Williams    |                    |                    |

### 26 november (Finalen)
Omgång 1
1. Darin Zanyar - Coming True (Jörgen Elofsson) (Vinnarsången)
2. Daniel Lindström - Coming True (Jörgen Elofsson) (Vinnarsången)

Omgång 2
1. Darin Zanyar - (You drive me) Crazy (Britney Spears)
2. Daniel Lindström - Virtual Insanity (Jamiroquai)

Omgång 3
1. Darin Zanyar - Bad (Michael Jackson) (Viewer's choice)
2. Daniel Lindström - Sarah (Mauro Scocco) (Viewer's choice)

| Datum       | Vinnare          | Vinnare | Vinnare |
| 26 november | Daniel Lindström |         |         |

## Vinnaren
Daniel Lindström, 26 år från Umeå vann. Under vintern 2004 släppte han Coming True, den första singeln från sitt självbetitlade album. Drygt en miljon tittarröster kom in till programmet under idol-finalen.

## Övrigt
Under mitten av säsongen släpptes en samlingsskiva, Det Bästa Från Idol 2004, där alla finalistdeltagarna sjöng en coverlåt var från programmet.
Deltagarna Sibel Redzep och Viktor Andersson, som slogs ut i kvalveckan, ställde båda upp i Idol 2005. Där slogs Viktor återigen ut i kvalet, medan Sibel gick hela vägen till tredje plats. Även Idol 2007-deltagaren Sam Hagberth sökte 2004, men kom med först till veckofinalerna i Idol 2007.

### Deltagare
- Daniel Lindström
- Darin Zanyar
- Fillip Williams
- Nathalie Schmeikal
- Cornelia Dahlgren

### Andra sidor
- Arkiv på Fanglobe.com